# Pławo
Pławo ist eine Ortschaft mit einem Schulzenamt der Gemeinde Borowa im Powiat Mielecki der Woiwodschaft Karpatenvorland, Polen.

## Geographie
Der Ort liegt am linken Ufer des Flusses Wisłoka.

Das Dorf in der Gemeinde

## Geschichte
Bei der Ersten Teilung Polens kam Pławo 1772 zum neuen Königreich Galizien und Lodomerien des habsburgischen Kaiserreichs (ab 1804).
Auf dem Grund des Dorfes Pławo wurde im Jahre 1783 im Zuge der Josephinischen Kolonisation deutsche katholische Kolonisten angesiedelt und die Kolonie Schönanger gegründet (heute Orłów).
Im Jahre 1900 hatte das Dorf Pławo in 115 Häusern 649 Einwohner, davon alle polnischsprachig und römisch-katholisch (außerdem 6 Juden im Gutsgebiet Pławo).
1918, nach dem Ende des Ersten Weltkriegs und dem Zusammenbruch der k.u.k. Monarchie, kam Pławo zu Polen. Unterbrochen wurde dies durch die Besetzung Polens durch die Wehrmacht im Zweiten Weltkrieg, währenddessen es zum  Generalgouvernement gehörte.
Von 1975 bis 1998 gehörte Pławo zur Woiwodschaft Rzeszów.